# Château d'Empeaux
Le château d’Empeaux est un château français situé sur la commune d'Empeaux en Haute-Garonne dans la région Occitanie.

## Localisation
La commune d'Empeaux se situe à 40 kilomètres à l'ouest de Toulouse, à la limite de la Haute-Garonne et du Gers.
Le château se trouve au cœur du village, dans la rue où se trouve la mairie. Il jouxte l'église et le cimetière du village.

## Histoire
(septembre 2022).
Si vous disposez d'ouvrages ou d'articles de référence ou si vous connaissez des sites web de qualité traitant du thème abordé ici, merci de compléter l'article en donnant les références utiles à sa vérifiabilité et en les liant à la section « Notes et références ».
Le château a été vraisemblablement construit à la fin du XVIe siècle par la famille Lambès.
Il passe ensuite à la famille Cathala (ou Catellan), d'origine italienne. François Cathala est en 1607 seigneur d'Empeaux et de Lamasquère.
Au cours de la première moitié du XVIIIe le château revient à la famille Doujat avec Gabriel Bonaventure Doujat (1686-1747), conseiller au parlement de Toulouse de 1707 à 1747 et propriétaire du château Doujat (situé à Saint-Martin du Touch). Il est issu de la famille Doujat, de la noblesse de robe, qui s'est illustrée dans les parlements de Paris et Toulouse notamment avec Jean Doujat (1609-1688), historiographe de Louis XIV et enseignant de ces enfants, ainsi que doyen de l'académie française. Gabriel Bonaventure Doujat est le premier Doujat à porter le titre de baron d'Empeaux, ainsi qu'il est stipulé sur l'acte de son second mariage le 12 janvier 1740 ave Claire Lecomte de Noe. Ce titre de baron d'Empeaux est associé avec celui de Seigneur de Lambès (hameau de la commune d'Empeaux), de Saiguède (commune à l'est d'Empeaux), du Peyrigué (ancienne commune à l'ouest d'Empeaux, aujourd'hui intégrée dans la commune de Seysses-Savès), ainsi que celui de co-seigneur de Labusquière (sur la commune de Montadet au sud-ouest d'Empeaux).  Puis c'est son fils Henri Joseph Doujat (1747-1806), officier au régiment d'Auvergne qui reprend le château, où il décède le 15 mai 1806[source insuffisante]. Autour du château, ils possèdent 115 hectares de terre. La famille Doujat conservera ce titre de baron d'Empeaux jusqu'à son extinction en 2002, sans toutefois en conserver le château et le domaine. 
En 1872, le château appartient encore aux Doujat, année où Victoire Armandine Dadvisard, l'épouse du 4e baron d'Empeaux, y décède. Le château passe ensuite à la famille du bijoutier toulousain Isidore Lautier, qui le conserve jusqu'à son décès en 1917 (à 84 ans). Le château est alors repris par Etienne Mathieu. En 1951, il est aux mains de Béranger Alaux (1893-1957).
Vers 1980, c'est le docteur Jean Secail (chirurgien et PDG des Céramiques d'Empeaux) qui prend possession du château, avant que ce dernier revienne  en 1991 à la famille Gelis[source insuffisante], propriétaire de la briqueterie  sur la commune d'Empeaux, à côté du château. Ce dernier a ainsi toujours été une propriété privée.

## Blasons des familles propriétaires du château

### Famille de Catellan
| Blason | Blasonnement : D'azur au lévrier rampant de sable, colleté d'or, au chef de gueules chargé de 3 molettes d'or Commentaires : blason de la famille de Catellan , |

### Famille Doujat
| Blason | Blasonnement : D'azur au griffon d'or, couronné de même Commentaires : blason principal de la famille Doujat, |

## Architecture
Le château de style Renaissance, est en briques de terre cuite. 
Il a été restauré dans un style médiéval cher à Viollet le Duc à la fin du XIXe siècle par le bijoutier toulousain Isidore Lautier.
De forme rectangulaire, il possède 3 niveaux. Du côté de l'entrée on trouve à chaque extrémité une échauguette cylindrique en encorbellement.  Du côté jardin on trouve à chaque extrémité une tour carrée accolée à une échauguette cylindrique.

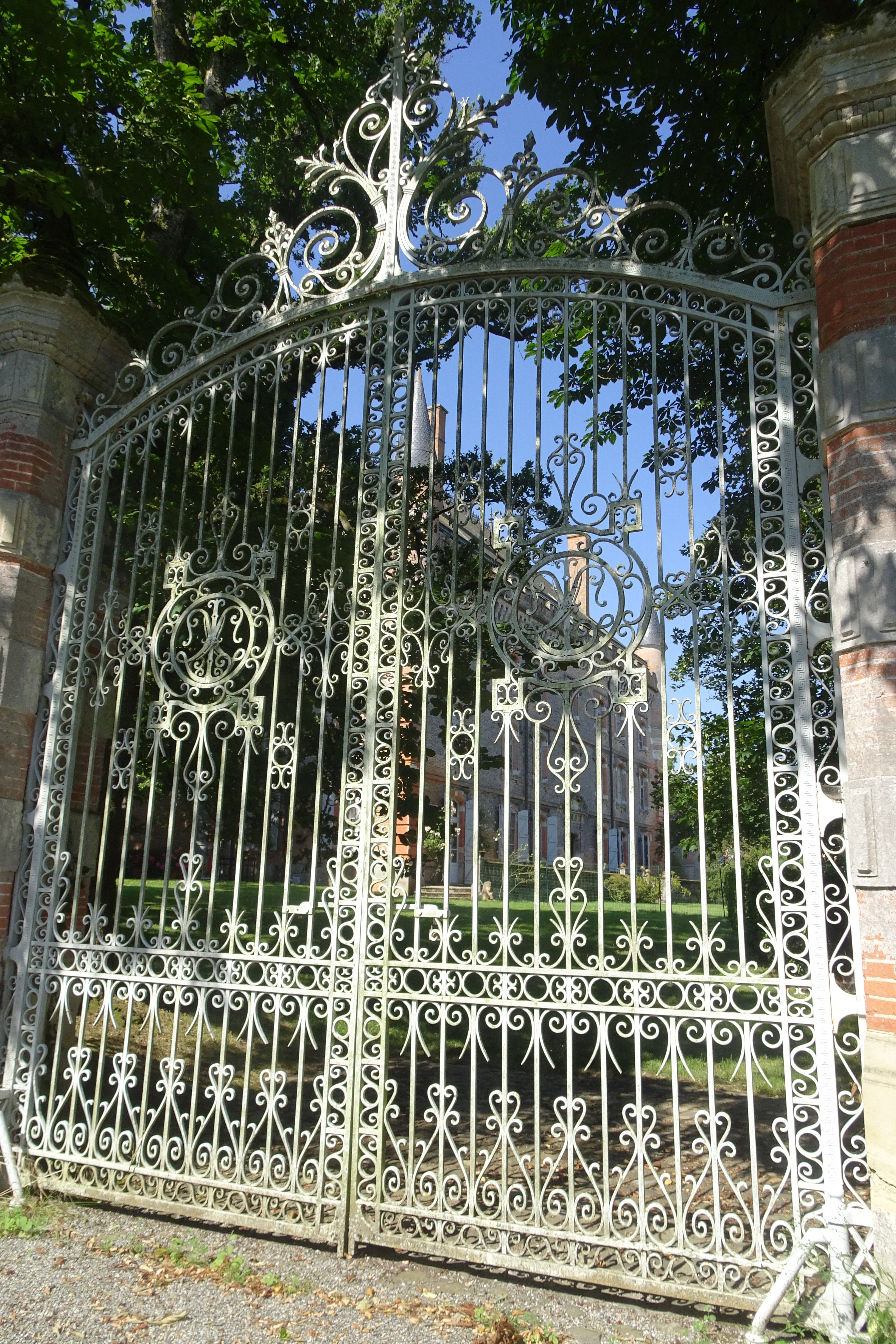
La grille
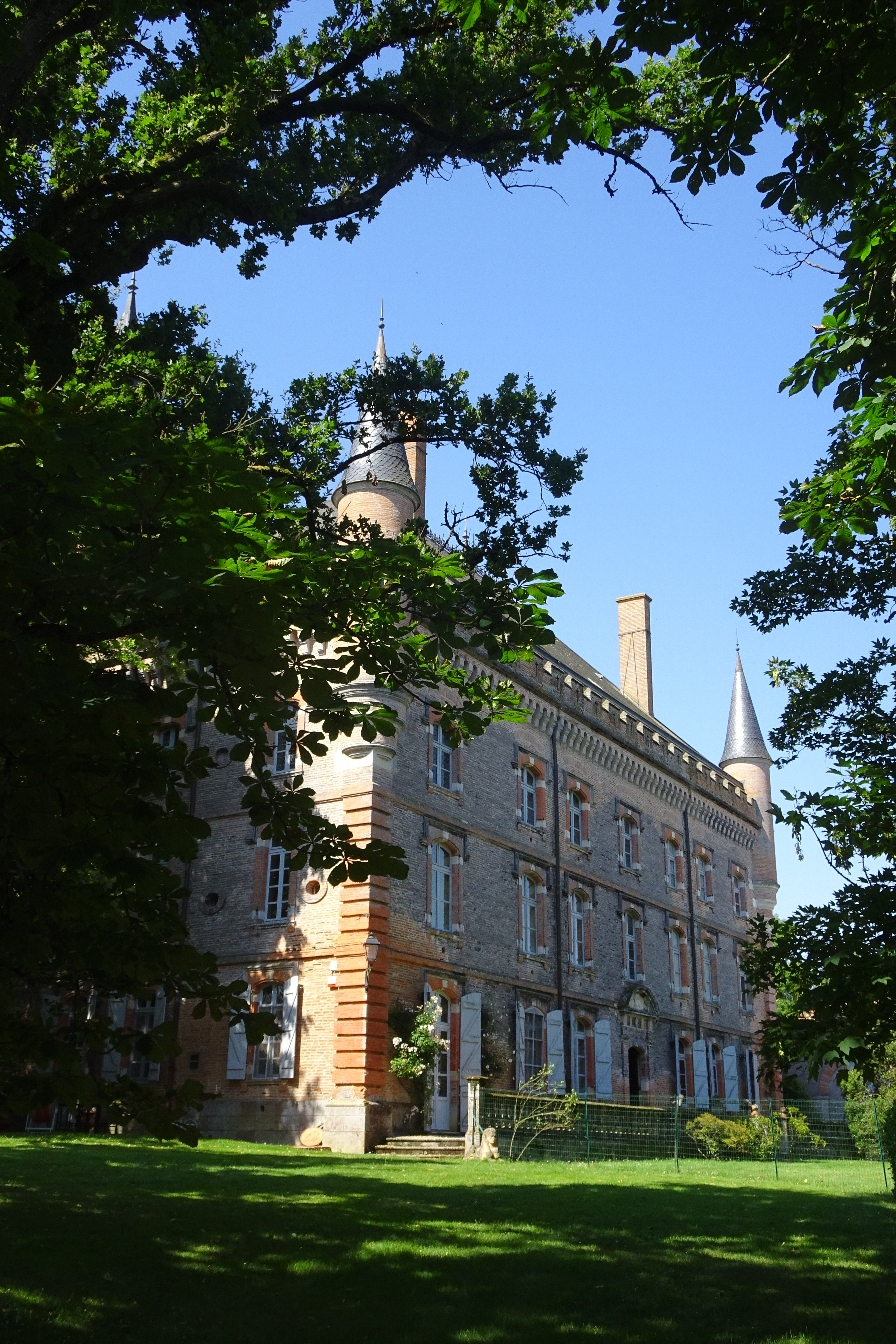
Vue du côté entrée
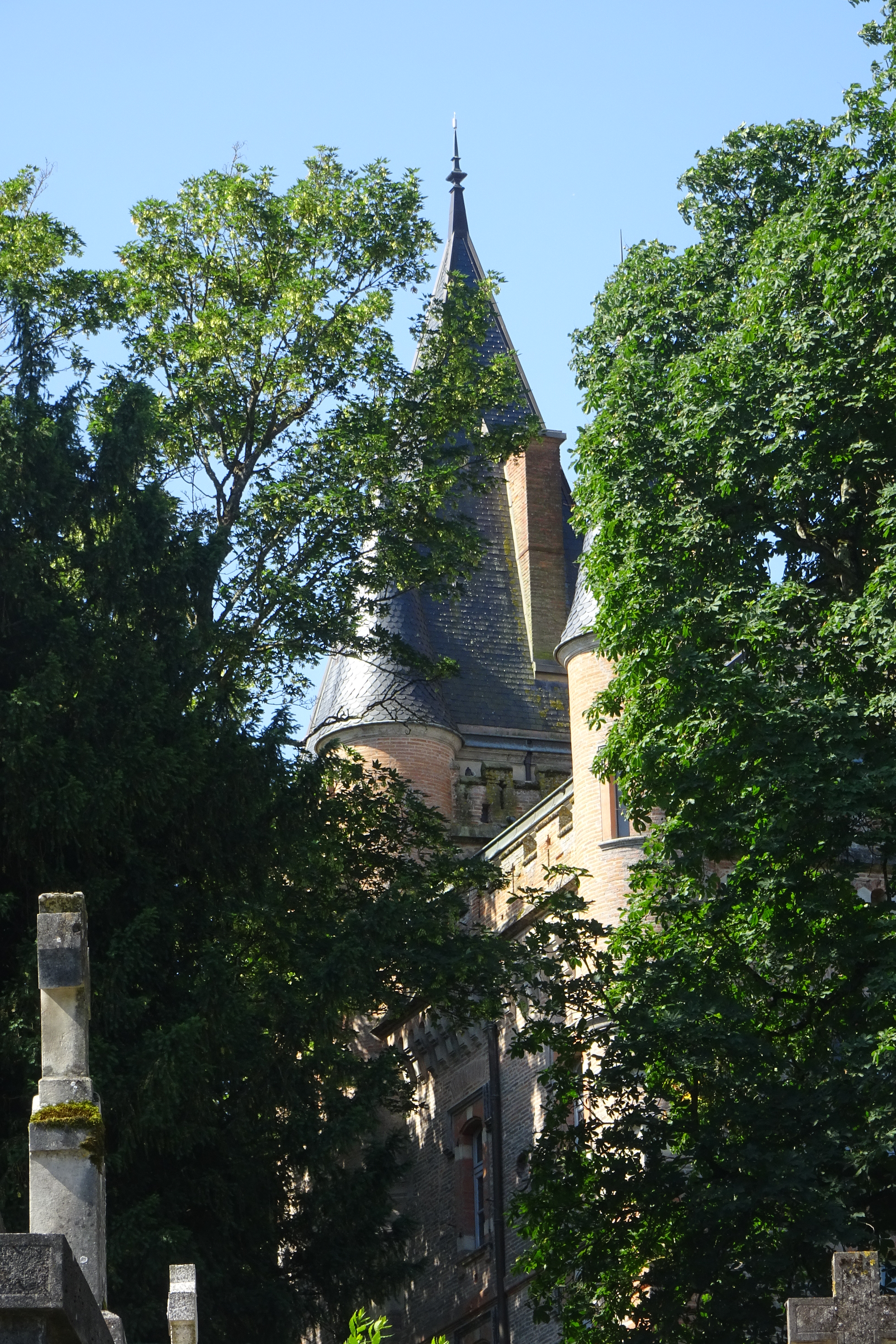
Le flanc est
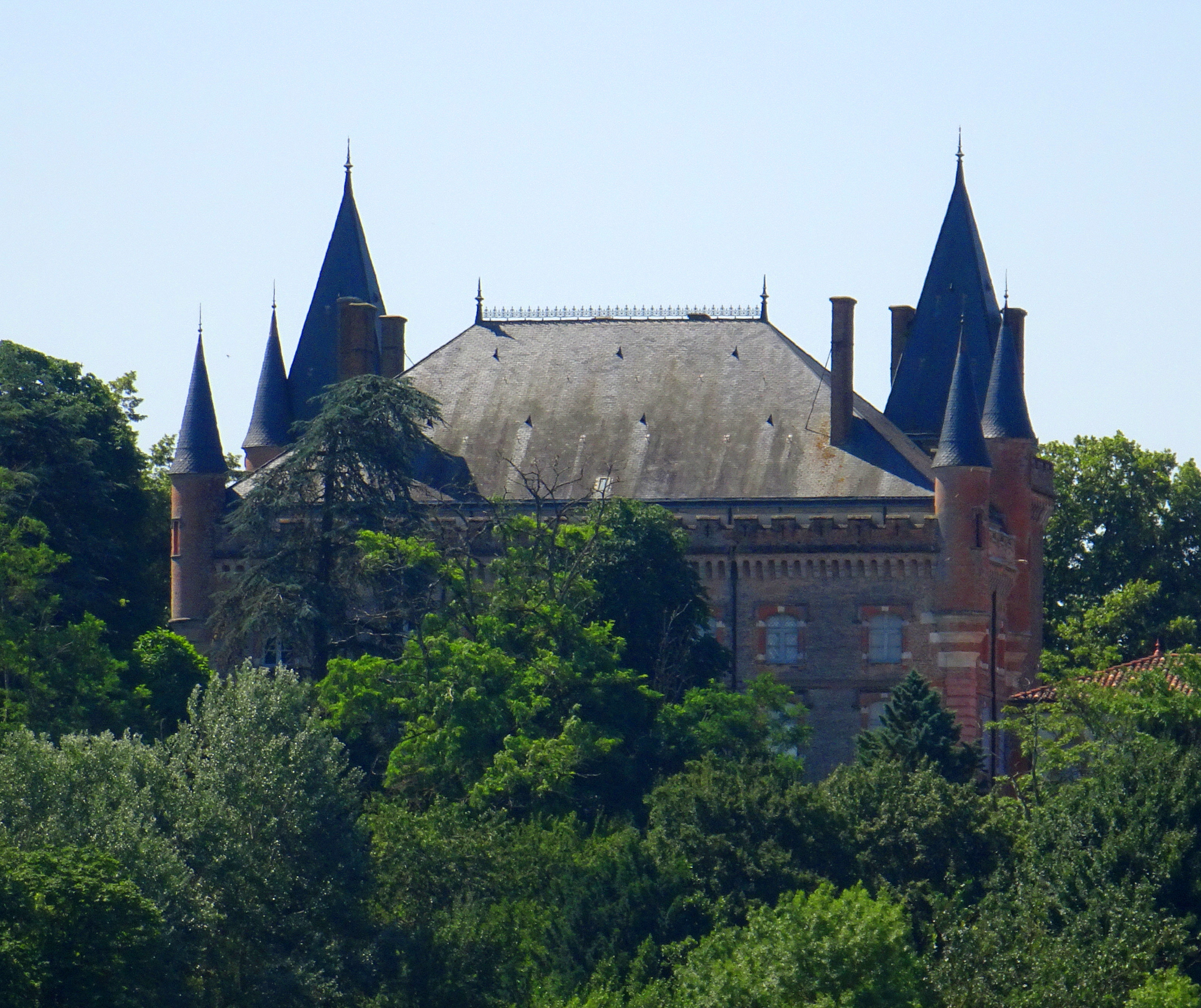
Les tours